# 서려
서려(徐厲, ? ~ 기원전 174년)는 전한 전기의 인물이다.

## 생애
사인(舍人)으로서 패현(沛縣)에서부터 종군하였고, 낭중(郞中)이 되어 한나라에 들어갔다. 옹왕 장한의 가족들을 잡은 공으로 항산승상이 되고 축자후(祝茲侯)에 봉해졌다.
축자이후 11년(기원전 174년)에 죽어 시호를 이(夷)라 하였고, 아들 서한이 작위를 이었다.

## 출전
- 사마천, 《사기》
  - 권19 혜경간후자연표
- 반고, 《한서》
  - 권16 고혜고후문공신표

| 선대 (첫 봉건) | 전한의 축자후 기원전 184년 4월 병신일 ~ 기원전 174년 | 후대 아들 축자강후 서한 |